# Francisco de Aguiar y Seijas
Francisco de Aguiar y Seijas y Uloa (Betanzos, La Coruña, 11 de febrero de 1632 - Ciudad de México, 14 de agosto de 1698), fue un eclesiástico católico español, obispo de Michoacán y Arzobispo de México.

## Biografía
Hijo de Alonso Vázquez de Seixas y Lobeira, regidor perpetuo de la ciudad de Betanzos, y de doña Mariana de Ulloa, cursó sus primeros estudios en la cátedra de latinidad de Betanzos. Tras la muerte de su padre fue protegido por el arzobispo de Santiago don Fernando de Andrade, a quien sirvió como paje. Estudió en la universidad de Santiago de Compostela, y llegó a ser rector de ella entre 1668 y 1674. Fue canónigo magistral de la catedral de Astorga. El 8 de marzo de 1666 ganó el cargo de canónigo penitenciario de la catedral compostelana en reñida oposición con siete contrincantes. Estudió en el Colegio Mayor de Cuenca de la Universidad de Salamanca, y fue profesor de filosofía en ella y rector del Colegio. Carlos II lo presentó para obispo de Guadalajara en México en enero de 1677, pero no llegó a tomar posesión.
El 20 de agosto de 1677 fue nombrado obispo de Valladolid de Michoacán, actual Arquidiócesis de Morelia, por lo que se embarcó en Sevilla con destino a América el 14 de julio del año siguiente. No obstante, sólo permaneció en el cargo tres años, pues en 1680 fue nombrado por el papa Inocencio XI arzobispo de la Nueva España, actual Arquidiócesis de México. Ocupó su cátedra el 2 de enero de 1682, y fue una de sus primeras medidas la construcción y fundación del Seminario Conciliar de México. Hasta entonces el clero que servía en la mayor parte de las parroquias del virreinato era español y se había formado en la Península. El 1 de octubre se declaró erigido el Colegio Seminario y el 18 siguiente se abrió y bendijo solemnemente. Entre sus obras destacan, igualmente, la construcción de múltiples obras dedicadas a la beneficencia, tales como varias escuelas gratuitas para niños pobres, un hospital para enfermas mentales, el colegio de San Miguel de Belén, la Casa de Misericordia y el Hospital de la Magdalena para mujeres de vida licenciosa y una casa de recogimiento para doncellas pobres. Del mismo modo, el 26 de marzo de 1695 acometió el derribo y el inicio de las obras del templo Santuario de Nuestra Señora de Guadalupe, que no finalizaron hasta 1709.
Fue el único arzobispo del siglo XVII que conoció en persona prácticamente toda su jurisdicción, en cuatro visitas pastorales. La primera salida la hizo del 3 de noviembre de 1683 al 9 de junio de 1684, y en ella recorrió la Sierra Baja, la Huasteca, la Custodia de Tampico y la Sierra Alta. La segunda salida se inició el 21 de noviembre de 1684 y concluyó el 13 de junio de 1685; salió por el lado de Tacubaya rumbo al Valle de Toluca. La tercera salida la inició el 9 de noviembre de 1685 y la concluyó el día 19 de abril; en ella tomó la ruta de Cuautitlán-Tepeji-Querétaro. La cuarta salida fue entre el 4 de diciembre de 1686 y el 9 de abril de 1687 por la que recorrió el Valle de las Amilpas. La quinta y última salida inició el 26 de noviembre de 1687 y finalizó el 24 de enero de 1688; tenía previsto llegar hasta el Puerto de Acapulco, pero no lo logró a causa de su precario estado de salud. De esta manera dio por concluida su visita general.
Ascético y moralista, de su labor como arzobispo destacaron la prohibición de las peleas de gallos, de las corridas de toros y de algunas representaciones teatrales y teatros clandestinos. Algunos sorjuanistas han sospechado que tuvo fuertes conflictos con la poetisa y dramaturga Sor Juana Inés de la Cruz, el prelado acaso veía incompatible su condición de religiosa con el carácter profano de gran parte de su obra. Falleció en la Ciudad de México a la edad de 65 años, y fue enterrado en la capilla de San Felipe de la catedral mexicana.
Inmediatamente tras su muerte el cabildo de México promovió su proceso de beatificación, para lo cual contó con el apoyo del arzobispo Francisco de Lorenzana. El proceso se inició el 30 de diciembre de 1767. Entre las virtudes más destacadas que en él se recogen están el haber entregado sus ropas a algunos pobres y mantenido a otros mientras era estudiante, así como el haber asistido y curado a enfermos.